# Uskokowość myślenia
Uskokowość myślenia (inaczej oderwanie, ang. tangentiality) – objaw psychopatologiczny, zaliczany do zaburzeń toku myślenia, przejawiający się u pacjenta powtarzającym się reagowaniem na różne pytania odpowiedziami, które są tylko nieznacznie związane z treścią pytania lub w ogóle nie nawiązują do jego treści, wskutek czego zakłóceniu ulegają celowość, produktywność i komunikatywność wypowiedzi.